# Mario Ansaldi
Mario Ansaldi (Villa Basilica, 7 agosto 1965) è un allenatore di calcio ed ex calciatore italiano, di ruolo centrocampista.

## Carriera

### Giocatore
Cresciuto nella Pistoiese, trasse giovamento dall'arrivo di Marcello Lippi sulla panchina del club toscano nel 1987 che lo promosse titolare. Questo connubio continuò nelle successive avventure del tecnico viareggino alla Carrarese e al Cesena dove avviene l'esordio in Serie A.
Nel 1991 Lippi lascia il club bianconero e Ansaldi scende di categoria, prima al Modena e poi alla Lucchese. Nel 1993 scende in Serie C1 con l'Empoli e da qui è un peregrinare continuo con Ansaldi che non si ferma più di una stagione nella stessa squadra: milita difatti nel Nola, nello Juve Stabia, nel Pontedera, nell'australiana Marconi Stallions, e infine in formazioni dilettantistiche toscane (Larcianese, Porcarimontecarlo e Dino Bianchi Pescia).

### Allenatore
Comincia la carriera da allenatore sedendo sulla panchina della Primavera prima e dei Berretti dopo dell'Empoli, cui segue una parentesi alla guida dei pari categoria del CuoioCappiano.
Nel 2007 viene assunto a stagione in corso dalla società in cui era cresciuto, la Pistoiese, salvo poi essere esonerato nel marzo 2008.  Viene assunto poi nel luglio dello stesso anno dalla Valenzana che nella stagione 2008-2009 gli affida la prima squadra, da dove si dimette nel marzo del 2009.